# Rani Mukerji
Rani Mukerji (tên khai sinh Rani Mukherjee sinh 21 tháng 3 năm 1978), nữ diễn viên Ấn Độ, thành công với các bộ phim Kuch Kuch Hota Hai (1998), Saathiya (2002), Hum Tum, Yuva (2004), Black (2005), Bunty Aur Babli (2005), Kabhi Alvida Naa Kehna (2006), No One Killed Jessica (2011),...

## Phim
| Năm  | Phim                        | Vai                                 | Ghi chú                                                                           |
| ---- | --------------------------- | ----------------------------------- | --------------------------------------------------------------------------------- |
| 1996 | Biyer Phool                 | Rimi                                | Bengali Film                                                                      |
| 1997 | Raja Ki Aayegi Baraat       | Mala                                |                                                                                   |
| 1998 | Ghulam                      | Alisha                              |                                                                                   |
| 1998 | Kuch Kuch Hota Hai          | Tina Malhotra                       | Filmfare Award for Best Supporting Actress                                        |
| 1998 | Mehndi                      | Pooja                               |                                                                                   |
| 1999 | Mann                        |                                     | Special appearance in the song "Kaali Naagin Ke"                                  |
| 1999 | Hello Brother               | Rani                                |                                                                                   |
| 2000 | Badal                       | Rani                                |                                                                                   |
| 2000 | Hey Ram                     | Aparna Ram                          |                                                                                   |
| 2000 | Hadh Kar Di Aapne           | Anjali Khanna                       |                                                                                   |
| 2000 | Bichhoo                     | Kiran Bali                          |                                                                                   |
| 2000 | Har Dil Jo Pyar Karega      | Pooja Oberoi                        | Nominated—Filmfare Award for Best Supporting Actress                              |
| 2000 | Kahin Pyaar Na Ho Jaaye     | Priya Sharma                        |                                                                                   |
| 2001 | Chori Chori Chupke Chupke   | Priya Malhotra                      |                                                                                   |
| 2001 | Bas Itna Sa Khwaab Hai      | Pooja Shrivastav                    |                                                                                   |
| 2001 | Nayak: The Real Hero        | Manjari                             |                                                                                   |
| 2001 | Kabhi Khushi Kabhie Gham... | Naina Kapoor                        | Cameo                                                                             |
| 2002 | Pyaar Diwana Hota Hai       | Payal Khuranna                      |                                                                                   |
| 2002 | Mujhse Dosti Karoge!        | Pooja Sahani                        |                                                                                   |
| 2002 | Saathiya                    | Dr. Suhani Sharma/Sehgal            | Filmfare Critics Award for Best Actress Nominated—Filmfare Award for Best Actress |
| 2002 | Chalo Ishq Ladaaye          | Sapna                               |                                                                                   |
| 2003 | Chalte Chalte               | Priya Chopra                        | Nominated—Filmfare Award for Best Actress                                         |
| 2003 | Chori Chori                 | Khushi Malhotra                     |                                                                                   |
| 2003 | Calcutta Mail               | Reema/Bulbul                        |                                                                                   |
| 2003 | Kal Ho Naa Ho               |                                     | Special appearance in the song "Mahi Ve"                                          |
| 2003 | LOC Kargil                  | Hema                                |                                                                                   |
| 2004 | Yuva                        | Sashi Biswas                        | Filmfare Award for Best Supporting Actress                                        |
| 2004 | Hum Tum                     | Rhea Prakash                        | Filmfare Award for Best Actress                                                   |
| 2004 | Veer-Zaara                  | Saamiya Siddiqui                    | Nominated—Filmfare Award for Best Supporting Actress                              |
| 2005 | Black                       | Michelle McNally                    | Filmfare Award for Best Actress Filmfare Critics Award for Best Actress           |
| 2005 | Bunty Aur Babli             | Vimmi Saluja (Babli)                | Nominated—Filmfare Award for Best Actress                                         |
| 2005 | Paheli                      | Lachchi Bhanwarlal                  |                                                                                   |
| 2005 | Mangal Pandey: The Rising   | Heera                               |                                                                                   |
| 2006 | Kabhi Alvida Naa Kehna      | Maya Talwar                         | Nominated—Filmfare Award for Best Actress                                         |
| 2006 | Baabul                      | Malvika "Milli" Talwar/Kapoor       |                                                                                   |
| 2007 | Ta Ra Rum Pum               | Radhika Shekar Rai Banerjee (Shona) |                                                                                   |
| 2007 | Laaga Chunari Mein Daag     | Vibhavari Sahay (Badki)/ Natasha    | Nominated—Filmfare Award for Best Actress                                         |
| 2007 | Saawariya                   | Gulabji                             | Nominated—Filmfare Award for Best Supporting Actress                              |
| 2007 | Om Shanti Om                | Herself                             | Special appearance in the song "Deewangi Deewangi"                                |
| 2008 | Thoda Pyaar Thoda Magic     | Geeta                               |                                                                                   |
| 2008 | Rab Ne Bana Di Jodi         |                                     | Special appearance in the song "Phir Milenge Chalte Chalte"                       |
| 2009 | Luck by Chance              | Herself                             |                                                                                   |
| 2009 | Dil Bole Hadippa!           | Veera Kaur/Veer Pratap Singh        |                                                                                   |
| 2011 | No One Killed Jessica       | Meera Gaity                         | Filmfare Award for Best Supporting Actress                                        |
| 2012 | Aiyaa                       | Meenakshi                           | Post-production                                                                   |
| 2012 | Talaash                     |                                     | Post-production                                                                   |
| 2012 | Koochie Koochie Hota Hain   | Tina (voice)                        | Post-production                                                                   |

### Truyền hình
| Năm  | Chương trình         | Vai                     | Kênh                          |
| ---- | -------------------- | ----------------------- | ----------------------------- |
| 2009 | Dance Premier League | Judge                   | Sony Entertainment Television |
| 2011 | CID                  | Guest Role: Meera Gaity | Sony Entertainment Television |